# Росс-он-Уай
Росс-он-Уай (англ. Ross-on-Wye, валл. Rhosan ar Wy) — небольшой город с населением 10 089 человек (по данным переписи 2001 года) в юго-восточном Херефордшире (Англия), расположенный на берегу реки Уай, на северной границе Леса Дин.
Росс-он-Уай известен своими независимыми магазинами, красочными улицами и торговой площадью со старинным зданием Рынка, сооружённым из красного песчаника в период между 1650 и 1654 годами. Одно из наиболее примечательных зданий города — 700-летняя приходская церковь Св. Марии, чей высокий шпиль заметен издалека при приближении к городу с любого направления. В церкви находится несколько могил известных личностей, некоторые из монументов на могилах имеют историческое и культурное значение. Рядом с церковью находится The Plague Cross — крест, воздвигнутый в память 315 умерших во время бубонной чумы 1637 года. К западу от города находятся руины замка Уилтон, в настоящее время отреставрированные и открытые для посетителей.
Росс-он-Уай — родоначальник индустрии туризма в Британии. В 1745 году, когда Джон Эгертон (англ. John Egerton) получил приход в Россе, он стал организовывать для друзей летние лодочные прогулки вниз по реке Уай. Через четверть века речное путешествие было коммерциализировано и обезличено. Долина Уай, с её великолепными ландшафтами, живописными аббатствами и замками, стала широко известна после публикации преподобным Уильямом Гилпином в 1782 году «Наблюдений на реке Уай» (англ. Observations on the River Wye). Эта книга вышла в свет в Англии и была первым иллюстрированным путеводителем в Британии.